# Акт о независимости Центральной Америки

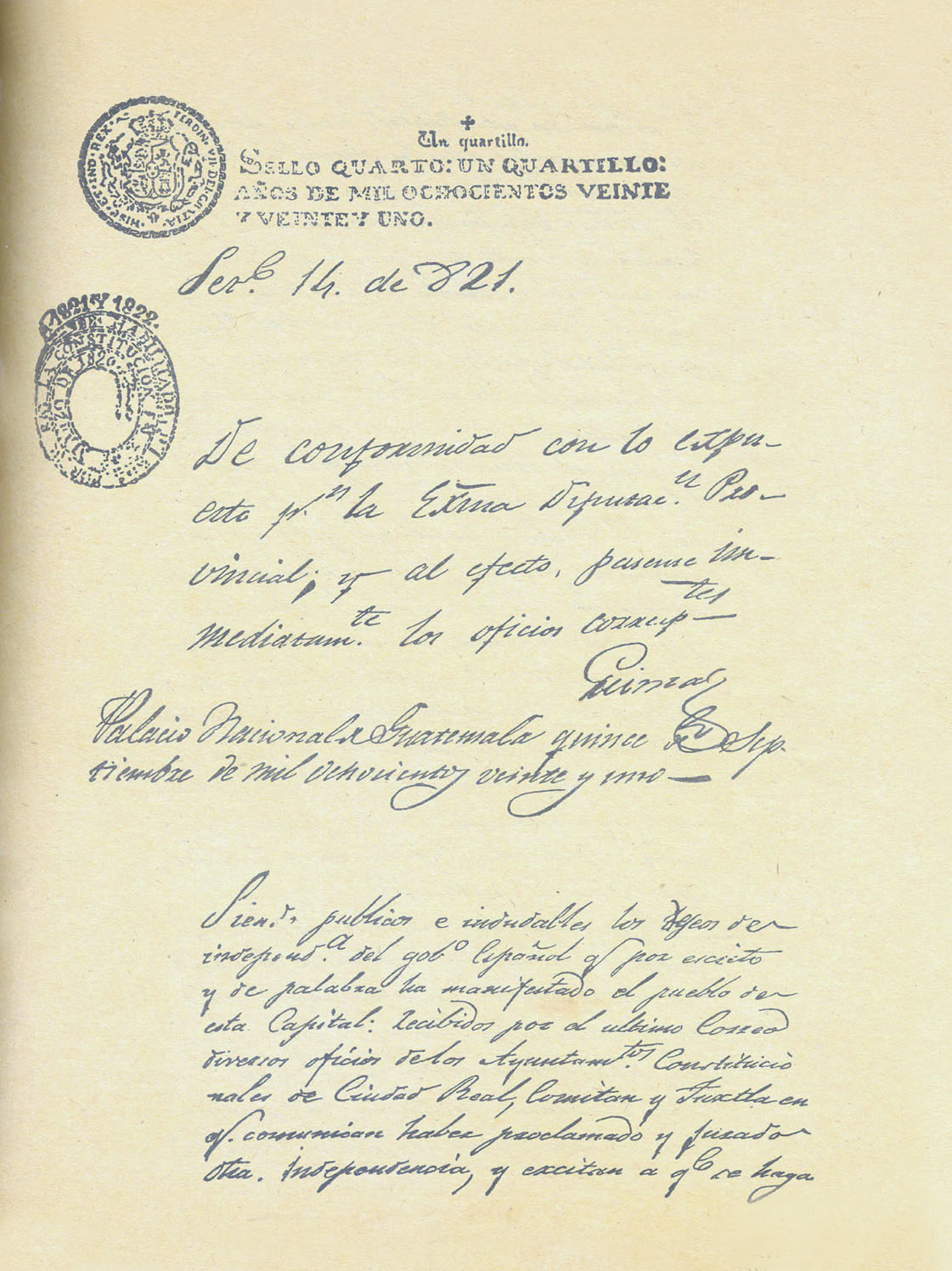
Экземпляр Акта о независимости Центральной Америки, хранящийся в Законодательной ассамблее Сальвадора.

Акт о независимости Центральной Америки (исп. Acta de Independencia de América Central), также известный как Акт о независимости Гватемалы (исп. Acta de Independencia de Guatemala) — документ, принятый 15 сентября 1821 года Провинциальной депутацией провинции Гватемала.

## Предыстория
В 1812 году Кадисские кортесы разделили территорию генерал-капитанства Гватемала (входившего в состав вице-королевства Новая Испания) на две провинции: Гватемала (Гватемала, Чьяпас, Гондурас и Сальвадор) и Никарагуа-и-Коста-Рика (Никарагуа и Коста-Рика), при этом губернатор Гватемалы сохранил должность «генерал-капитана Центральной Америки и Чьяпас».
В 1821 году Война за независимость Мексики перешла в завершающую фазу. 24 февраля 1821 года Агустин де Итурбиде провозгласил «План Игуалы». 24 августа 1821 года представители испанской короны и Итурбиде подписали Кордовский договор, в котором признавалась независимость Мексики в соответствии с положениями «Плана Игуала».

## Акт о независимости
В сложившейся ситуации Провинциальная депутация провинции Гватемала 15 сентября 1821 года также провозгласила независимость от Испании, и призвала прочие провинции бывшего генерал-капитанства Гватемала прислать депутатов на конгресс, который должен был в 1822 году решить: настаивать на полной независимости, или нет.
Принятое в Гватемале решение было с энтузиазмом поддержано в Сан-Сальвадоре. 28 сентября его поддержала провинция Комаягуа (будущий Гондурас), а 11 октября — провинция Никарагуа и Коста-Рика, однако две последних были против доминирования Гватемалы.

## Конец независимости
29 октября 1821 года Агустин де Итурбиде отправил письмо генерал-капитану Временной консультативной хунты Центральной Америки Габине Гаинсе с предложением о присоединении к Мексике на основе «трёх гарантий», указанных в Кордовском договоре. Несмотря на то, что, согласно Акту о независимости, вопрос о дальнейшей судьбе Центральной Америки должен был решить созываемый конгресс, хунта 2 января 1822 года большинством голосов (представители пяти провинций «за», представители интендантства Сан-Сальвадор «против») решила принять это предложение. Произошла аннексия Центральной Америки Мексикой. Правящая хунта провинции Сан-Сальвадор не согласилась с этим решением, и 11 января 1822 года провозгласила независимость провинции Сан-Сальвадор.